# Kaliszcze
Kaliszcze (ros. Калище) – stacja kolejowa w miejscowości Sosnowy Bór, w obwodzie leningradzkim, w Rosji. Położona jest na linii z Dworca Bałtyckiego do Wiejmarna.
Kończy się tu poprowadzona od strony Petersburga sieć trakcyjna. Od stacji odchodzi bocznica do Leningradzkiej Elektrowni Jądrowej.